# Zenons paradoxer
Zenons paradoxer är ett samlingsnamn för ett antal kända tankeresonemang kring uppdelning av kontinuerliga fenomen som tid, rum och rörelse i oändligt antal små delar som till synes leder till paradoxer eller aporier då summan av det oändliga antalet delar blir en ändligt stor helhet. De formulerades i mitten av 400-talet f.Kr. av filosofen Zenon från Elea. Paradoxerna har genom historien varit livligt omdiskuterade och väcker än idag debatt. 
Kärnan i tankeresonemangen kunde matematiskt beskrivas, och få matematiskt komplett lösning, först med infinitesimalkalkylen på 1600-talen 

## Rörelseparadoxerna
Av de paradoxer som behandlar rörelsens "omöjlighet" har endast fyra bevarats. Enligt den nyplatonske filosofen Proklos fanns det ursprungligen fyrtio stycken.

### Akilles och sköldpaddan
Den mest kända är Akilles och sköldpaddan, handlar om en tävling mellan dessa två. Sköldpaddan är av naturen långsammare än Akilles men man ger den ett försprång gentemot Akilles. Men kommer då Akilles verkligen ikapp sin motståndare? Under den tiden som det tar för Akilles att komma till det läget som sköldpaddan utgick ifrån har ju sköldpaddan förflyttat sig ytterligare en sträcka. Den tiden som det tar för Akilles att lägga sig under även denna sträcka har sköldpaddan flyttat sig ytterligare en bit. Så kan man fortsätta att resonera utan att nå ett slut på resonemangskedjan. Kan då Akilles någonsin komma i kapp sköldpaddan?

### Tudelningen
Tudelningsparadoxen innebär helt enkelt att för att förflytta sig från punkten A till punkten B så måste man först förflytta sig till mitten av dessa punkter, vilket kan kallas punkt C. Och för att förflytta sig från C till B måste man först förflytta sig till mitten av dessa två punkter, vilket kan kallas punkt D. Denna resonemangskedja fortsätter i oändlighet. Kan man då någonsin nå punkt B?

### De rörliga leden
Paradoxen med de rörliga leden är ett argument för rörelses omöjlighet. Argumentet förutsätter att det finns entiteter som är i princip odelbara. För att rörelse ska vara möjlig måste det som rör sig sträcka sig över en i princip odelbar volym, vilket är omöjligt.

### Den flygande pilen
Paradoxen om den flygande pilen säger att allting som upptar lika mycket rumslig plats som sina egna dimensioner med nödvändighet måste vara i vila. En pil som skjuts iväg är i varje ögonblick av sin flykt fixerad i ett bestämt läge. Den är alltså i varje läge i vila och kan således inte samtidigt vara i rörelse.

## Kornets paradox
Kornets paradox är ett argument mot sinnenas pålitlighet och lyder som följer: Om du tappar en säck med mjöl på golvet hör du en ljudlig duns; detta ljud är ett resultat av alla de små kornens enskilda ljud. Men tänk dig att du tappar ett enskilt korn på golvet; du vet att du inte kommer att höra något ljud. Det finns alltså ljud som vår hörsel inte kan uppfatta. Alltså är hörseln vilseledande och vi bör inte lita på den.